# Hongqi H7
Der Hongqi H7 ist eine Limousine der oberen Mittelklasse der zum chinesischen Automobilherstellers China FAW Group gehörenden Marke Hongqi. Sie ist der Nachfolger des zwischen 2006 und 2010 gebauten Hongqi HQ3.

## Geschichte

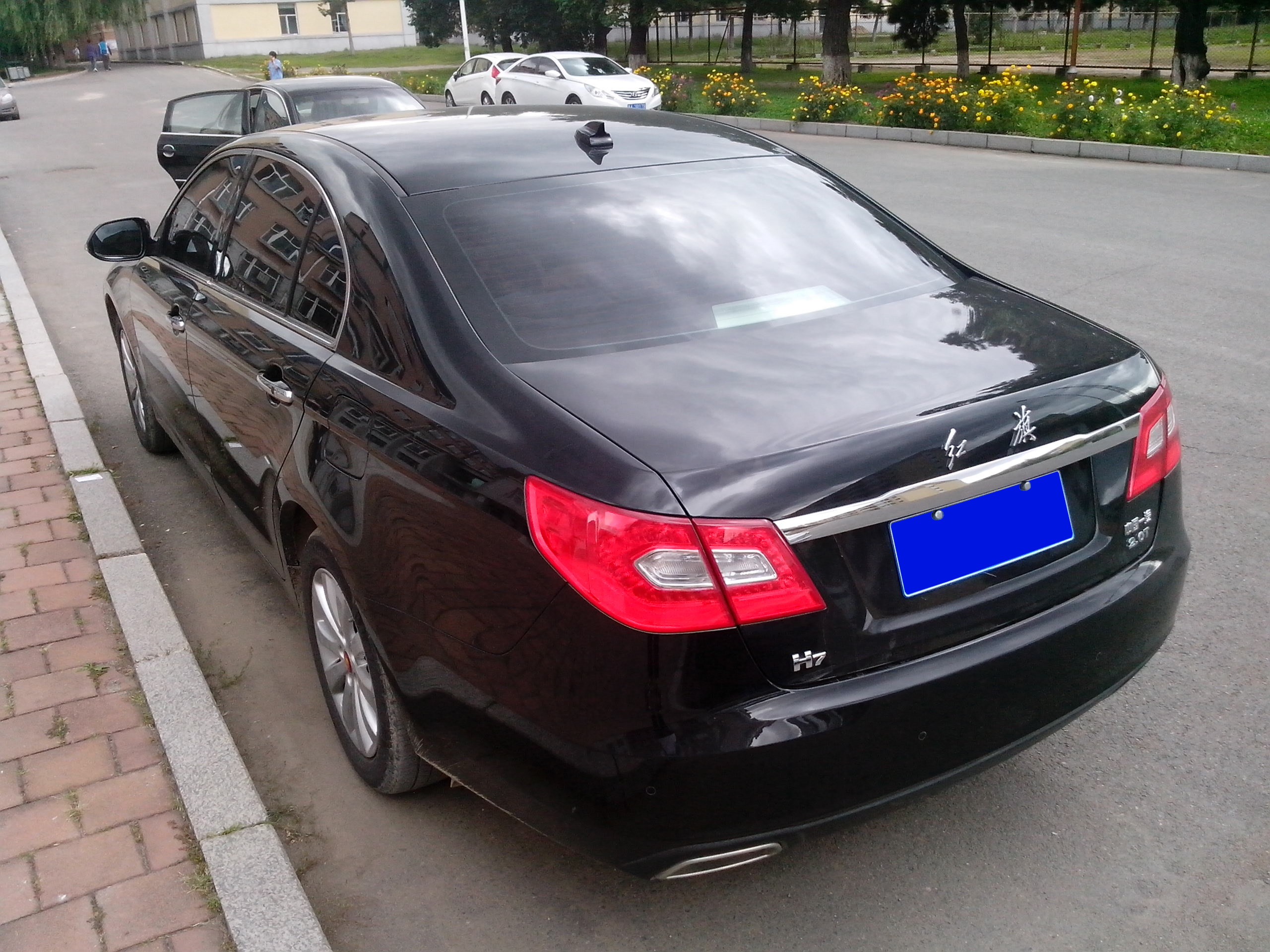
Heckansicht

Der H7 wurde auf der Beijing Motor Show im April 2012 erstmals der Öffentlichkeit gezeigt, ab Ende Mai 2013 wurde das Fahrzeug offiziell verkauft. Die ersten 500 Fahrzeuge verkaufte Hongqi noch vor Verkaufsstart an die chinesische Regierung.
Auf der Beijing Motor Show 2016 präsentierte Hongqi eine überarbeitete Version des H7. Außerdem wurde eine Plug-in-Hybrid-Version vorgestellt.

## Antrieb
Antriebsseitig standen folgende Motoren, jeweils mit einem 6-Gang-Automatikgetriebe und Hinterradantrieb, zur Verfügung:
- 138 kW (188 PS) starker 1,8-Liter-Vierzylinder-Ottomotor
- 150 kW (204 PS) starker 2,0-Liter-Vierzylinder-Ottomotor
- 170 kW (231 PS) starker 3,0-Liter-Sechszylinder-Ottomotor